# 糸賀徹
糸賀 徹（いとが とおる、1967年4月24日 - ）は、日本のヴォーカリスト、声優。血液型A型。栃木県出身。

## 略歴
- 1988年、「LesVIEW」を結成。
- 1990年、アルバム『今だ、よみがえれ』でメジャーデビュー。
- 1993年、「LesVIEW」解散。
- 1996年、「ITOGA」としてソロデビュー。
- 2000年、フリーの活動を始め、「CUSTOM FUNK JAM」、「Sanctuary」、「NATURE CODE」などのバンド活動の他、福居一大プロジェクト、演劇集団キャラメルボックス等に参加。
- 2018年5月13日、渋谷duo MUSIC EXCHANGEにてLesVIEW一夜限りの結成30年再結成ライブを行う。
- 2020年、池田公洋とのユニット「ONCE IN A WHILE」を始動。
- 2021年、YouTube「酒男子チャンネル」に登場する大酒神「シロ」のCVを担当。

## 人物
2011年まで音楽専門学校にてヴォーカル講師として勤務していた。並行して有限会社ティーズクライムの代表取締役として「ボルカホン」というダンボールで出来たカホン型打楽器の企画に携わる。
また所属アーティストとして第一回フライングドッグオーディショングランプリの西沢幸奏（現・EXiNA）のマネージメントを担うと共に、自身の音楽活動もソロ活動や「彩〜sai〜」「Digital Spicy Duck」「ONCE IN A WHILE」など精力的に行う。イマジニアのゲームソフト「メダロット」シリーズを題材とした音楽プロジェクト「メダロック」の音楽プロデューサーを務める。

## ディスコグラフィー

### LesVIEW
「LesVIEW」を参照。

### ITOGA
1996年
- この夢の果てまで

1997年
- Bitter Chocolate

### Sanctuary
2002年
- 天才ばかばんど 百人一首

2003年
- 天才ばかばんど 百人一首2

### 糸賀徹
2004年
- リマスタートラックロックマンゼロ・イデア　収録曲「Clover」（歌唱／作詞）
- 舞い上がれITABASHI
- L'esprit De I'exil

2005年
- 演劇集団キャラメルボックスサウンドブック　広くてすてきな宇宙じゃないか
- 演劇集団キャラメルボックスサウンドブック　スケッチブック・ボイジャー

2008年
- ロックマンゼクス アドベント ZXA TUNES　収録曲「未来へ続く風」（歌唱）

2010年
- リマスタートラックロックマンゼロ ミュトス 　収録曲「Everlasting」（歌唱／作詞）
- Rockman R10 IMAGESOUNDTRACK 　収録曲「One and Only」by Digital Spicy Duck、「Last Exit」

2021年
- 快盗レトルトのテーマソング「その名はレトルト」　内藤玲（口上）、鎌田瑞輝（Composer）、平野佳菜（Lyricist）

### ONCE IN A WHILE
2020年
- Someday Somewhere